# Armênia Wilsoniana

A Armênia Wilsoniana refere-se à proposta de um Estado armênio em detrimento do Império Otomano, derrotado na I Guerra Mundial, de acordo com o Tratado de Sèvres assinado pela Turquia e alguns dos aliados da Primeira Guerra Mundial em 10 de agosto de 1920, que deixou a delimitação da fronteira nas mãos do presidente dos EUA Woodrow Wilson. O último tratado, no entanto, não foi assinado pelos Estados Unidos e, embora aceito pelo Império Otomano, foi rejeitado pelos turcos, levando a uma guerra. 
O projeto do Estado, que integra as províncias de Erzurum, Bitlisse e Vã, que eram partes da região conhecida como a Armênia Otomana (também conhecido como Armênia Ocidental). Esta região foi ampliada para o norte, até o oeste da província de Trebizonda, a fim de proporcionar a República Democrática da Armênia uma saída para o Mar Negro no porto do Trebizonda. 
A Guerra de Independência Turca, que em os turcos derrotaram os arménios e os gregos, o que forçou os Aliados a regressarem à mesa de negociações antes da ratificação do Tratado. As partes assinaram e ratificaram o Tratado de Lausana, em 1923, que anulou o Tratado de Sèvres, e também estabeleceu as atuais fronteiras da Turquia. As fronteiras orientais obtidas através do Tratado de Alexandropol em 2 de novembro de 1920, e pelo Tratado de Carse, assinado em 23 de outubro de 1921 e ratificado em Erevã em 11 de setembro de 1922, com a Arménia e a União Soviética, o que confirma o Tratado de Lausanne. O Tratado de Lausanne e artigos relacionados não são reconhecidos pelo atual Governo da República da Arménia.

## Negociações

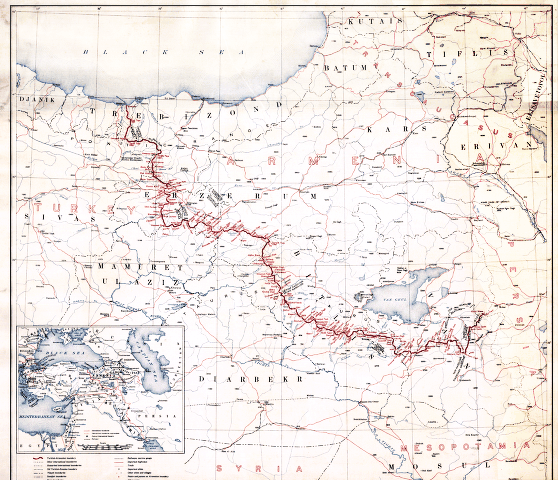
A "Armênia Wilsoniana", como foi prometida durante a divisão do Império Otomano, no Tratado de Sèvres.

Durante a Conferência de Londres, David Lloyd George animou Wilson a aceitar um mandato para a Anatólia e, em particular, com o apoio da diáspora arménia nas províncias reivindicadas pela Administração da Arménia Ocidental. Wilson enviou à Comissão King-Crane, e o General James Harbord para a região para ouvir as reivindicações do Movimento Nacional Armênio, e para determinar se estas alegações são consistentes com os Quatorze Pontos do Presidente Wilson. Na Secção 12 lê-se: 
"Segurança de desenvolvimento autónomo das nacionalidades não-turcas do Império Otomano, e o Estreito de Dardanelos livre a todos os tipos de embarcações."
A Comissão King-Crane abordou a questão de se deveria haver um estado armênio, e com independência do fato deste Estado deveria ser estabelecido com um mandato dos Estados Unidos. A Comissão King-Crane concluiu que deveria haver um. Foi salientado que os argumentos que a Comissão propôs para justificar a criação de um estado armênio eram muito semelhantes aos argumentos que foram depois levantados para dar a existência de Israel após a Segunda Guerra Mundial.

## Argumentos armênios
A Federação Revolucionária Armênia (ARF), utilizando a sua posição de liderança do Movimento Nacional Armênio, disse que "esta região não deve ser parte do Império Otomano." Declarou que "os arménios têm a capacidade de construir uma nação." Os arménios tinham de fato o controle de uma região em torno da província de Vã do Império Otomano durante quase 3 anos (1915–1918). ARF afirmou que era natural anexar essa região à República Democrática da Arménia (1918–1920), o primeiro estabelecimento de uma república moderna da Arménia, que foi criada após a queda do Império Russo. 
Outro argumento apresentado durante este período foi o de que a população foi aumentando na Arménia, os arménios não eram uma minoria, mas uma pluralidade, e passa-los para outra área deve ser considerada como uma opção. Em 1917, cerca de 150 mil arménios foram transferidos para as províncias de Erzurum, Bitlisse, Muxe e Vã. Os arménios começara a construir as suas casas e criação das suas terras agrícolas.

## Conclusão de Wilson
Woodrow Wilson concordou em transferir o que é conhecido como "Armênia Wilsoniana" para os arménios no Tratado de Sèvres. Wilson, em uma carta de aceitação (que marca a fronteira), na Conferência da Paz de Paris em 1919, afirmou: "O mundo espera que os arménios dar todo o apoio e assistência ao seu alcance para os refugiados turcos que pretendem regressar ao seu antigos lugares nas províncias de Trebizonda, Erzerum, Vã, Bitlisse e, recordando que estas pessoas também têm sofrido". Atualmente, como uma continuação da meta inicial, a criação de uma país livre, independente, unido e coerente em todas as áreas designadas como "Armênia Wilsoniana" pelo Tratado de Sèvres, e as regiões de Artsaque, Carabaque e Naquichevão, é o primeiro objetivo da Federação Revolucionária Armênia, independentemente do fato de que muitas destas áreas já são ocupadas por povos turcos e curdos. 

## Consequências
Nos meses seguintes mostraram que a Comissão King-Crane não tinha analisado devidamente a situação. Algumas fontes ainda alegaram que nem gastou muito tempo. O Tratado de Alexandropol e, o então, o Tratado de Carse foram os primeiros bloqueios desta ideia.